# Kunio Nakagawa
Kunio Nakagawa (中川 州男?, Nakagawa Kunio; Prefettura di Kumamoto, 23 gennaio 1898 – Peleliu, 25 novembre 1944) è stato un generale giapponese.
Fu il comandante delle forze giapponesi che difesero l'isola di Peleliu durante l'omonima battaglia, che si svolse fra il 15 settembre e il 27 novembre del 1944 tra le forze statunitensi e quelle imperiali giapponesi.
Considerata come il combattimento più difficile che le forze armate statunitensi abbiano sostenuto durante la seconda guerra mondiale, il colonnello Kunio Nakagawa riuscì a resistere per quasi tre mesi agli assalti statunitensi prima di suicidarsi tramite il suicidio rituale giapponese (seppuku) la sera del 25 novembre, quando ormai per i giapponesi la battaglia era persa.

## Biografia
Nakagawa era originario della Prefettura di Kumamoto ed era il terzo figlio di un preside della scuola elementare. Si laureò nella 30ª classe dell'Accademia dell'esercito imperiale giapponese nel dicembre del 1918 e fu incaricato come secondo luogotenente nella fanteria del 48º reggimento.
In seguito prestò servizio nel 2º reggimento dell'esercito giapponese di Taiwan.
Ricevette il battesimo di fuoco durante l'incidente del Ponte Marco Polo, e successivamente si contraddistinse durante la seconda guerra sino-giapponese. Nel marzo del 1939 fu inviato alla Scuola militare imperiale del Giappone su raccomandazione del proprio comandante di reggimento, e fu promosso tenente colonnello nel marzo del 1939. Nell'aprile del 1941, gli fu assegnato il prestigioso Ordine del Nibbio d'oro (4ª classe). Nel marzo del 1943 Nakagawa fu promosso colonnello e divenne comandante del 2º reggimento di fanteria, che era sotto il comando della 14ª divisione del Manciukuò.
Con il progressivo deteriorarsi della situazione Giapponese nel teatro del Pacifico, la 14ª divisione fu ridistribuita per rafforzare le difese del territorio giapponese di Palau, della 14ª Divisione facevano parte un gruppo di reggimento fanteria di tipo A (il 2º), due gruppi di reggimento fanteria di tipo B (il 15º e il 59º) e vari reparti di supporto minori. Come guarnigione nell'isola di Peleliu fu distaccato il 2º Reggimento della divisione, al comando del capace colonnello. Quando lasciò il Giappone, Nakagawa disse a sua moglie che non sarebbe tornato. Nakagawa fece uso della geografia naturale dell'isola per costruire numerose fortificazioni collegate da un sistema di tunnel, al fine di difendere l'isola in profondità e di infliggere il maggior numero possibile di vittime alle forze invasori. Il 15 settembre 1944, le forze statunitensi sbarcarono su Peleliu e la battaglia durò più di due mesi. Per gli Stati Uniti, fu una battaglia controversa a causa del discutibile valore strategico dell'isola e dell'elevato tasso di vittime, che fu il più alto per il personale militare americano di qualsiasi battaglia nel teatro del Pacifico. Il Museo Nazionale del Corpo dei Marines lo definì "la più aspra battaglia della guerra per i Marines".

## Morte
Il 25 novembre quando ormai per i giapponesi non c'era più nulla da fare Kunio Nakagawa (comandante del 2º reggimento) trasmise un messaggio ai suoi superiori "La nostra spada è spezzata e siamo a corto di lance". Bruciò le insegne del suo reparto, e poi si suicidò con il rituale giapponese del Seppuku. Fu promosso postumo al grado di Generale di Corpo d'Armata per onorare il coraggio dimostrato a Peleliu.
I resti di Nakagawa furono scoperti nel 1993.

### Annotazioni
1. ↑  La struttura su carta di un reggimento di tipo A includeva un comando di reggimento, una compagnia comunicazioni, una del genio, una di sanità, una carri, una di cannoni automatici e tre battaglioni fanteria di tipo A.
2. ↑  In comparazione al reggimento di tipo A, quello di tipo B mancava delle compagnie carri e cannoni automatici e aveva invece un battaglione artiglieria. I battaglioni fanteria erano anch'essi di tipo B.

### Fonti
1. ↑   Stèphane Jacquet, Guerra del Pacifico - I marines nell'inferno di Peleliu, in Epoca Militare – Storia e battaglie del Novecento, n. 1, Duegi Editore, Marzo 2019,  p. 20.
2. ↑  Moran e Rottman, p. 37
3. ↑   Central Pacific Campaigns - Peleliu, su usmcmuseum.com. URL consultato il 5 agosto 2019 (archiviato dall'url originale il 3 marzo 2016).
4. ↑   The Bones of Nakagawa, su usni.org.